# Jaryszewo Obornickie
Jaryszewo Obornickie – przystanek kolejowy w Brączewie na linii kolejowej nr 381 Oborniki Wielkopolskie - Wronki, w województwie wielkopolskim.